# 焦触
焦 触（しょう しょく）は、後漢末の人物。生没年・本貫ともに不詳。袁紹およびその次男袁煕の武将。『三国志』魏書武帝紀、袁紹伝に記述がある。

## 人物

### 生涯
| 姓名           | 焦触                          |
| 時代           | 後漢時代                      |
| 生没年         | 〔不詳〕                      |
| 字・別号       | 〔不詳〕                      |
| 本貫・出身地等 | 〔不詳〕                      |
| 職官           | 大将〔袁煕〕→幽州刺史〔自称〕 |
| 爵位・号等     | 列侯〔曹操〕                  |
| 陣営・所属等   | 袁煕→〔独立勢力〕→曹操        |
| 家族・一族     | 〔不詳〕                      |

袁譚・袁尚内紛当時、袁煕・焦触は涿郡故安県に駐留していた。建安9年(204年)9月、袁尚の本拠地・鄴が曹操軍の攻囲により陥落、袁尚は袁煕をたよりその保護をうける。翌建安10年(205年)1月、勃海郡南皮にて袁譚が曹操軍に敗れ戦死する。その報を知った焦触は同年1月、同じく袁煕配下だった張南とともに反旗を翻す。焦触は幽州刺史を名乗ったうえで袁煕・袁尚を遼西烏桓の地へ追いやった。のちに曹操に降り、列侯に封じられた。

### 焦触と韓子佩
焦触は袁兄弟を追放すると、幽州の諸官・将兵を集めて曹操軍への降伏を決意する。白馬の血をすする形の盟約としたが、従わない者は斬り捨てると強制した。皆が従うなか、幽州別駕の韓子佩がただひとり反対をとなえる。「私は袁氏父子の厚恩を受けた者である。袁氏が破れたのに救う知力も死戦する勇気もなかった。曹氏に仕えるのは信義にもとる」　焦触は反応する。「大事を興すには大義を立てなければならない。いま事大するにあたり、ひとり留保する者がいる」　場は騒然となった。だれもが韓別駕の身を案じる。焦触は続けた。「君の意志は尊重する。信義を貫いてほしい」
韓子佩は故郷のある代郡に還ることができた。曹操は彼を高士とみとめ、招聘をたびたび試みるが応じなかったという。

## 生没年考察
生没年不詳の焦触であるが、史料には没年を推測できる可能性のある記述が2つみえる。
　その1 魏書武帝紀。建安10年(205年)4月、涿郡故安で趙犢・霍奴らが反乱を起こし、幽州刺史と涿郡太守が殺害されたという記事がある。
　その2 魏公卿上尊号奏。延康元年(220年)、魏王曹丕は後漢の献帝から帝位を禅譲される。この時、家臣団が曹丕に即位を勧めた上奏文は「魏公卿上尊号奏」と呼ばれている。その家臣団の連名のなかに「征虜将軍・都亭侯・臣触」との文面があり、これを焦触に比定する説がある。

## 物語中の焦触
小説『三国志演義』では、のちに赤壁の戦いの緒戦に水軍の心得ありとして張南と共に参加するが、焦触は韓当に、張南は周泰に討ち取られ戦死してしまう(第48回)。

### 「烏桓触」について
『演義』第33回に烏桓触という人物が登場するが、これは焦触と同一人物である。『三国志』魏書袁紹伝にみえる該当部分の文章はこうである。「煕・尚為其将焦触張南所攻、奔遼西烏桓。触自号幽州刺史、··」　(袁煕と袁尚は、その武将焦触・張南に攻撃され、遼西の烏桓に落ちのびた。焦触は幽州刺史を自称した。··)　『演義』ではこの個所の句読を誤り、烏桓・触を合わせてひとつの人名としている。 